# Torvika
Torvika är en tätort i Stads kommun i Vestland fylke i västra Norge. Orten ligger vid riksväg 15, på norra sidan av Nordfjorden.
Tidigare har orten tillhört dåvarande Eids kommun i Sogn og Fjordane fylke.